# Souzy-la-Briche
Souzy-la-Briche település Franciaországban, Essonne megyében. Lakosainak száma 484 fő (2022. január 1.). Souzy-la-Briche Breux-Jouy, Chauffour-lès-Étréchy, Saint-Chéron, Saint-Sulpice-de-Favières és Villeconin községekkel határos.

## Népesség
A település népessége az elmúlt években az alábbi módon változott:
| Lakosok száma | 403  | 411  | 427  | 428  | 438  | 441  | 445  | 464  | 484  |
|               | 2013 | 2015 | 2016 | 2017 | 2018 | 2019 | 2020 | 2021 | 2022 |